# Amichaj Elijahu
Amichaj Ben Elijahu (hebrejsky עמיחי בן־אליהו‎; * 24. dubna 1979 Jeruzalém), obecně známý jako Amichaj Elijahu (hebrejsky עמיחי אליהו‎), je izraelský extremistický politik a aktivista krajně pravicové strany Ocma le-Jisra'el (Židovská moc). Zastává funkci ministra pro záležitosti Jeruzaléma a kulturní dědictví (od prosince 2022 do ledna 2025 a znovu od března 2025) v šesté vládě Benjamina Netanjahua. Premiér Netanjahu pozastavil jeho účast na jednáních vlády až do odvolání poté, kdy se Elijahu vyslovil pro užití atomové bomby proti pásmu Gazy. Podle premiéra byla „slova Amichaie Elijahua ... odtržena od reality“.

## Život
Narodil se v Jeruzalémě jako nejstarší syn Tovy a Šmu'ela Elijahu, rabína města Safed. Je vnukem rabína Mordechaje Elijahu a Cviji Elijahu. Vyrůstal v Šlomi a Safedu. Studoval na ješivách Netivot Josef, Cfat a Har ha-Mor. Sloužil v 202. praporu výsadkářské brigády. Po skončení vojenské služby přestal nosit kipu, později se ale k náboženské tradici vrátil a začal studovat na ješivě Ateret Nechemja. Bojoval v druhé libanonské válce. V letech 2009–2013 vyučoval na ješivě tichonit Chispin.

## Kariéra
V roce 2013 založil v Migdal ha-Emek gar'in torani s názvem Orot Jehuda. V roce 2014 založil Asociaci komunitních rabínů, organizaci, která sdružuje stovky rabínů náboženských a tradičních komunit po celé zemi, a do roku 2022 stál v jejím čele. Kromě toho založil organizaci Šadarim, která podporuje rozvoj kontaktů izraelských Židů s diasporou a integraci přistěhovalců. V roce 2016 založil organizaci Cav echad, která se zabývá zachováním hodnot tradicionalistických vojáků. Organizaci se podařilo prosadit několik změn v nařízení Izraelských obranných sil.
Ve volbách v dubnu 2019 a v září 2019 byl zařazen na kandidátku Národní jednota–Tkuma, ale do Knesetu se nedostal. Ve volbách v roce 2020 nebyl zařazen na žádnou kandidátku. Před volbami v roce 2022 byl opět zařazen na kandidátku, tentokrát na 4. místo strany Ocma jehudit, která kandidovala společně s Národní jednotou, a byl zvolen do Knesetu. V šesté vládě Benjamina Netanjahua byl jmenován ministrem pro záležitosti Jeruzaléma a kulturní dědictví. Několik hodin poté, co složil přísahu jako ministr, odstoupil z Knesetu a na jeho místo nastoupil Jicchak Kroizer.
V lednu 2025 hlasoval na jednání vlády proti přijetí dohody o příměří s Hamásem. Poté, co byla dohoda schválena, opustil s ostatními stranickými ministry vládu. V polovině března se poté, co Izrael obnovil boje v Pásmu Gazy, vrátil do vlády a na post ministra. Stalo se tak krátce před klíčovým hlasováním o státním rozpočtu. Média poté spekulovala, že jedním z důvodů obnovení bojů bylo vyhovění Ben Gvirovi výměnou za další podporu vlády.

## Názory
Zastává konzervativní postoje v oblasti rodinných hodnot podle ortodoxního judaismu.
Je jediným poslancem Knesetu za stranu Ocma jehudit, který nenavštěvuje Chrámovou horu. Zabránilo mu v tom rozhodnutí jeho dědečka.

## Osobní život
Je ženatý se Sarou a je otcem sedmi dětí. Žije v Rimonim v oblastní radě Mate Binjamin.